# Ernst-Jörg von Studnitz

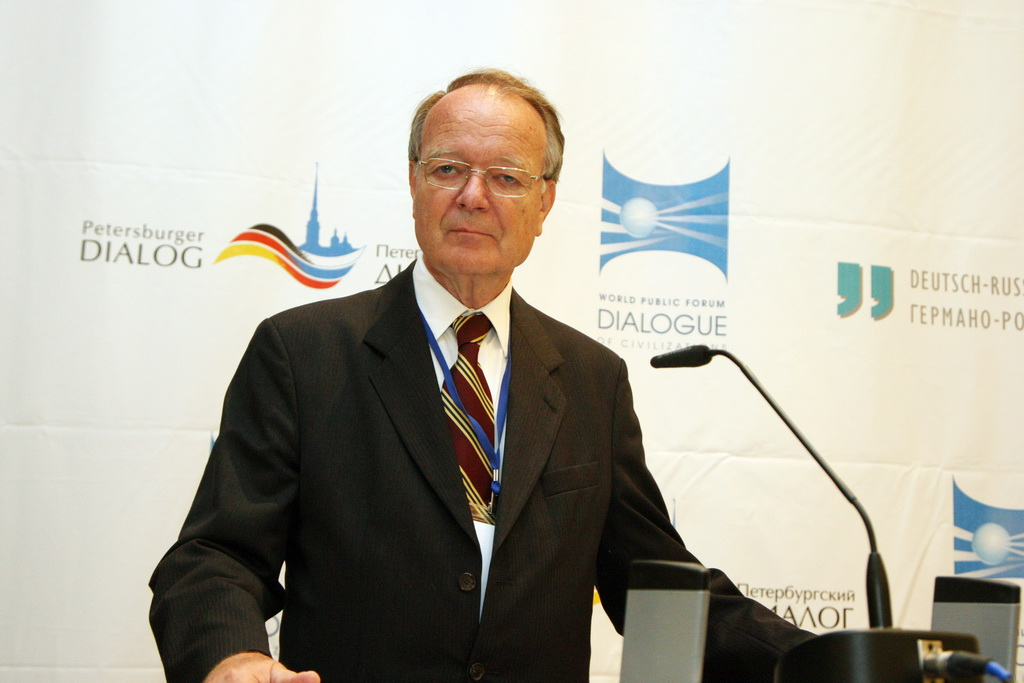
Ernst-Jörg von Studnitz

Ernst-Jörg von Studnitz (* 5. Juni 1937 in Berlin-Steglitz) ist ein deutscher Jurist und Diplomat.

## Leben
Ernst-Jörg von Studnitz entstammt altem westmährischen Adel. Sein Vater war der spätere Oberstleutnant a. D. Joachim von Studnitz. Seine Mutter war Therese (Resi) Meidinger, Tochter eines Fregatten-Kapitäns. Die Hochzeit der Eltern fand 1935 in Kiel statt. Nach dem Abitur begann Studnitz 1956 an der Ruprecht-Karls-Universität Heidelberg Rechtswissenschaft zu studieren. 1957 wurde er im Corps Vandalo-Guestphalia recipiert. Als Inaktiver wechselte er an die Freie Universität Berlin und die Christian-Albrechts-Universität zu Kiel. Zwischenzeitlich studierte er 1962/63 Internationales Recht an der Indiana University Bloomington. Er legte beide juristischen Examen ab und wurde 1967 in Kiel zum Dr. iur. promoviert.
Studnitz trat 1967 in den höheren Auswärtigen Dienst ein. Er kam 1969–1973 an die Deutsche Botschaft Moskau und 1973–1976 an die Deutsche Botschaft Ankara. Die nächsten vier Jahre war er erneut im Auswärtigen Amt in Bonn angestellt. Es folgte eine dreijährige Tätigkeit an der Ständigen Vertretung Deutschlands bei den Vereinten Nationen in New York City. Nach seiner Rückkehr aus den Vereinigten Staaten war Studnitz 1983–1986 wieder im Bonner Auswärtigen Amt eingesetzt, gefolgt von politischen Aufgaben in Ost-Berlin (1986–1990) und dann wieder beim Auswärtigen Amt in Bonn in der politischen Abteilung für Mittel- und Osteuropa.
Von 1995 bis 2002 war er Botschafter in Moskau. Als solcher gehörte er seinerzeit „zu den Diplomaten, die sehr früh die Visumerleichterungen kritisiert haben, die das Auswärtige Amt im März 2000 mit dem sog. Volmer-Erlass eingeführt hatte – und er kritisierte so sehr, dass in der Berliner Zentrale Moskau als ‚Hort des Widerstands‘ gegen die neue Visumpolitik angesehen wurde“.
Seit 2002 ist Ernst-Jörg von Studnitz Vorstandsmitglied des Deutsch-Russischen Forums e. V., von 2003 bis März 2014 dessen Vorsitzender und seitdem Ehrenvorsitzender. Außerdem war er Mitglied im Lenkungsausschuss des deutsch-russischen Petersburger Dialogs.

## Familie
Ernst-Jörg heiratete am 6. Juni 1966 in Kiel Polly Stout (* 1938). Das Paar hat folgende Kinder:
- Lukardis (* 1967)
- Roswitha Elisabeth (* 1969)
- Raban Andreas (* 1971)
- Alix Sophia (* 1972)
- Freya Irene (* 1976)

## Ehrungen
- Verdienstorden der Bundesrepublik Deutschland, Großes Bundesverdienstkreuz (1998)
- Aleksandr-Men-Preis (2005)
- Orden der Freundschaft der Russischen Föderation (2011)[6] - Diesen Orden gab Ernst-Jörg von Studnitz am 28. Februar 2022, vier Tage nach Beginn des Russischen Überfalls auf die Ukraine zurück. In einem Begleitschreiben zur Rückgabe gab er unter anderem als Grund an:  „Ich will mit einem ruchlosen Zerstörer des europäischen Friedens in keiner Weise verbunden sein. … Aber mit Ihrem machtbesessenen Führer, der durch lügenhafte Propaganda Gründe erfindet, um sich Nachbarvölker gefügig zu machen, gibt es nichts, das uns verbindet.“  Verbunden ist der Brief mit der Bitte, aus der Liste der Ordensinhaber gestrichen zu werden, weiter erklärte er: „Mit diesem Orden will ich in keiner Weise mehr identifiziert werden“.[7]

## Werke
- Die älteste Genealogie der Familie von Studnitz. Verfasst auf Grund von Originalquellen von Josef Pilnáček. Mit Ergänzungen, Königswinter 2021. ISBN 978-3-00-073865-4. (Reprint). Original Wien 1933.